# 莫斯兰丁 (加利福尼亚州)
莫斯兰丁是美国的一个普查规定居民点，位于加利福尼亚州的蒙特雷縣，其以南偏西15英里（24）为该县县治蒙特雷。

## 地理
莫斯兰丁海拔为3公尺，西临蒙特雷湾，地处埃尔克霍恩三角洲河口，亦是蒙特雷峡谷的起点。
据美国人口调查局数据显示，莫斯兰丁总面积为1.562平方公里，其中陆地面积为1.03平方公里，水域面积为0.532平方公里。

## 历史
莫斯兰丁与埃尔克霍恩三角洲地区可供考据的最早的居民是奥龙尼印第安人，考古挖掘出的证据表明他们至少在4000年以前就生活在此处。18世纪西班牙人到达了这里，并在该地区执行探索任务与牧养牲畜。美墨战争结束后，美国人开始开拓这片土地，将大部分地区转为农田。
莫斯兰丁起初简称为莫斯，1895年莫斯邮局在该地创立，后于1917年改名为莫斯兰丁。其名来源于在该地区建立码头的德克萨斯籍船长——查尔斯·莫斯。该码头逐渐发展成为渔港，并成为鱼类制品加工厂的所在地。

## 气候
根据柯本气候分类法，莫斯兰丁属于地中海式气候，夏季干燥温暖，冬季阴雨潮湿。全年平均气温不超过71.6华氏度（22摄氏度）。

## 人口

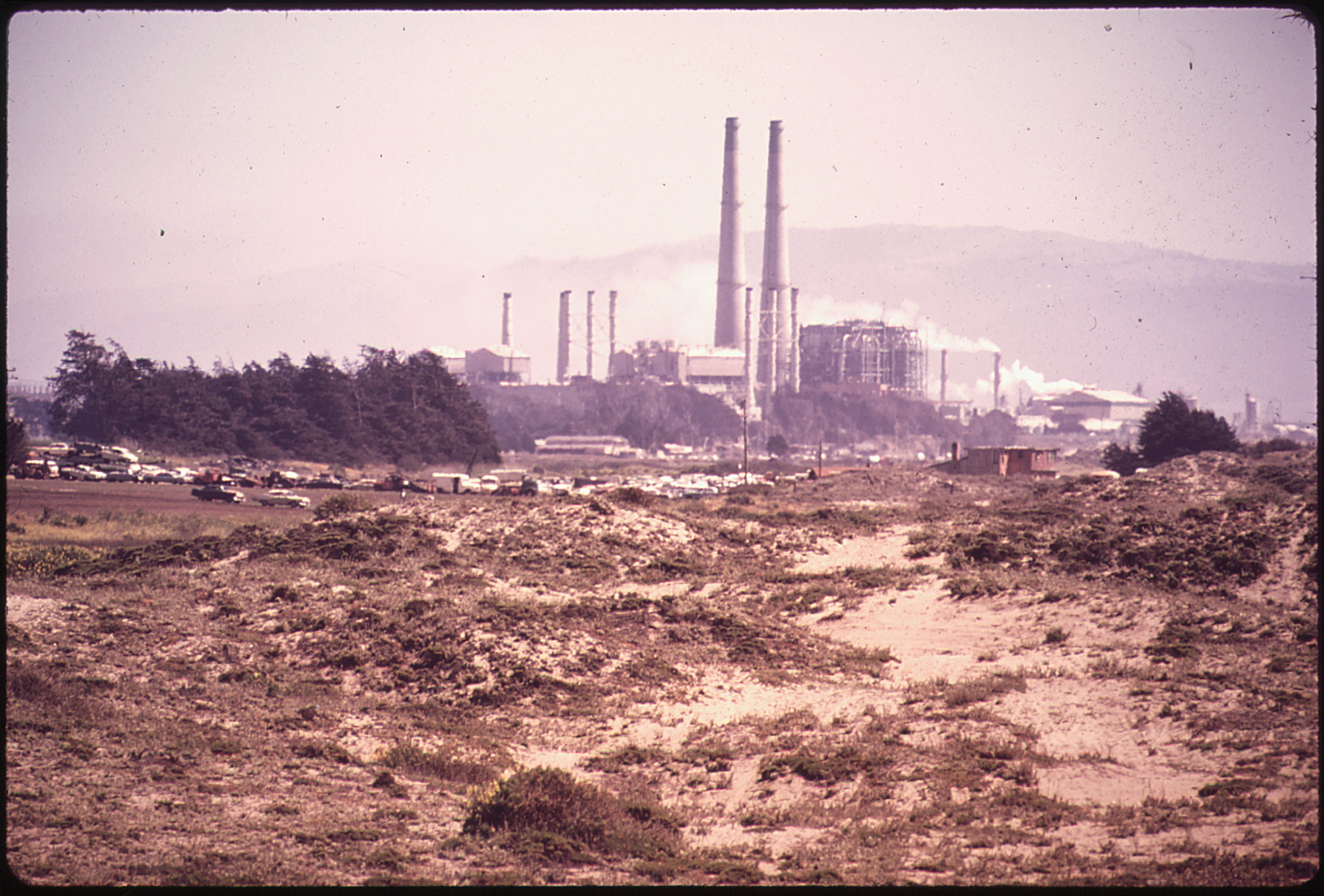
1972年的莫斯兰丁

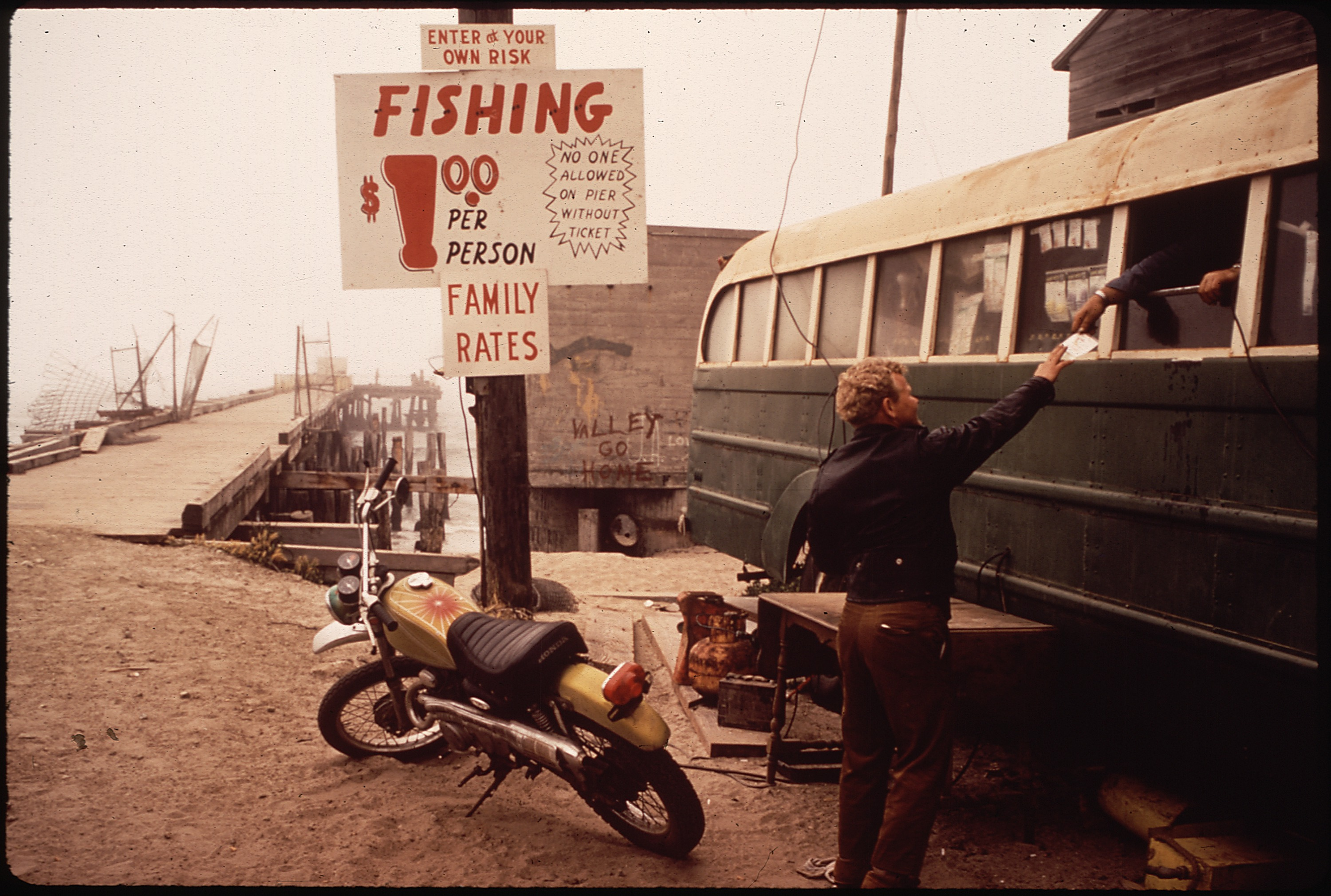
1972年的莫斯兰丁

### 2010
据2010年美國人口普查，该地总人口为204人，人口密度为130.6/平方公里。其中149人为美籍白人，7人为美籍非裔，1人为当地土著，2人为亚裔，1人为太平洋岛民，30人为其他人种，另有14人为混血人种。